# Schloss Gern

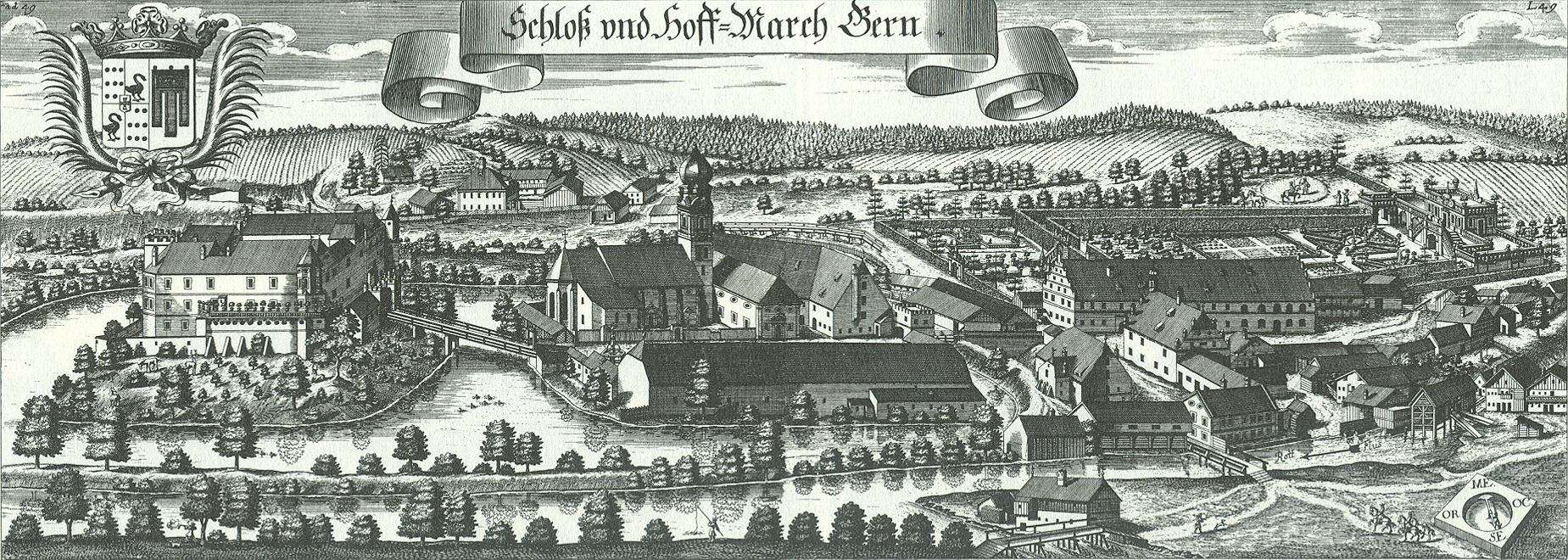
Schloss und Hofmark Gern nach einem Stich von Michael Wening von 1721

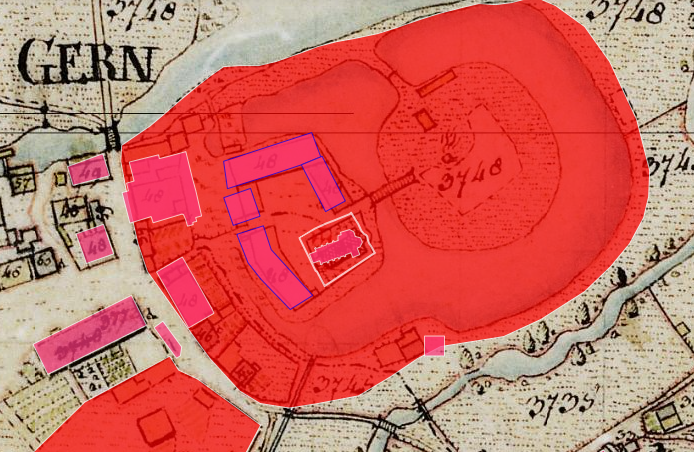
Lageplan von Schloss Gern auf dem Urkataster von Bayern (ca. 1830)

Das Schloss Gern befindet sich im gleichnamigen Gemeindeteil der niederbayerischen Stadt Eggenfelden im Landkreis Rottal-Inn (Gern 2). Einige erhaltene Teile sind als Baudenkmal eingestuft, die Anlage wird ferner als Bodendenkmal unter der Aktennummer D-2-7542-0002 mit der Beschreibung „archäologische Befunde und Funde des Mittelalters und der frühen Neuzeit im Bereich der abgegangenen Burg und des späteren Schlosses, der ehem. Vorburg sowie der Kath. Pfarr- und Schlosskirche St. Georg in Gern und deren Vorgängerbauten“ sowie unter der Aktennummer D-2-7642-0073 mit der Beschreibung „Untertägige frühneuzeitliche Befunde und Funde im Bereich des abgegangenen Neuen Schlosses von Gern und der barocken Gartenanlagen“ geführt.

## Geschichte von Gern
Die edelfreien Herren von Geren sind im Rottal und als Herrschaftsträger von Gern nachgewiesen. Ab dem 12. Jahrhundert werden sie als nobiles, als domini, als Salmänner oder als Besitzer von milites (Ritter) bezeichnet. Adalpert de Geren wird 1150 als consobrinus (= Cousin) des Chuono de Megelingen bezeichnet. Ein letzter Cunradus de Geren wird am 3. August 1231 als Mitglied des herzoglichen Hofes genannt. Damals war Gern ein gräflicher Herrschaftsbereich, d. h. die Jurisdiktion umfasste auch den Blutbann.
Wann Geren an die Edelfreien von Luppurg überging, ist nicht bekannt. Vermutlich waren diese mit den Gernern bereits im 12. Jahrhundert versippt und führten u. U. den Doppelnamen Lippurg-Geren. Indiz dafür ist, dass ein Chunradus von Luppurg zwischen 1177 und 1201 einen miles namens Diepold von Geren besaß, andererseits unter den Edelfreien von Geren bis 1231 ein Cunrad belegt ist (s. o.). Der nobilis Chunrad de Lukpurch verkaufte vor dem 19. April 1260 das castrum Geren mit allen Petinenzien an den niederbayerischen Herzog Heinrich. Seit diesem Zeitpunkt sind die Wittelsbacher die Oberherren von Geren. Als Beleg kann gelten,  dass 1353 die Burg Geren zum Besitz des Herzogs Stephans gezählt wird.
Als Lehensträger der Wittelsbacher sind die Closen in Gern belegt. Zur Herrschaft Gern gehörten auch die Edelmannslehen Kleinmünchen und Haunprechting in Schönau. Vermutlich haben die Closens diese umfangreichen Besitzungen (es werden allein im Rottal 160 Closen’sche Lehen angeführt) als Dank für die Unterstützung der bayerischen Herzöge im Kampf gegen das Erzbistum Salzburg und die Habsburger erhalten. Ein herzoglicher Richter zu Geren ist seit dem 10. Juni 1290 nachgewiesen. Ab 26. Dezember 1315 ist ein Alban Klosner zu Gern beurkundet und die Herrschaft wird seitdem als Hofmark bezeichnet. Die Closen bleiben bis zum Ende der Hofmark Lehensinhaber von Gern.
1560 und 1737 ist von einer beschlossenen Hofmark zu Gern die Rede. 1602 erfolgte eine fürstliche Freiung von Gern. Am 11. Oktober 1663 geht der Besitz von Hanns Georg Freiherr von Closen zu Gern an seinen Vetter Heinrich Freiherr von Closen zu Arnstorf zu Gern und Oberarnstorf über. Nach dem Tod des Georg Cajetan Freiherr von Closen zu Gern und Oberarnstorf († 1780) kommt Gern an dessen Tochter Maria Anna, verehelichte Freiin von Ingenheim, die mit ihrer Schwester Maria Theresia, verehelichte Reichsgräfin von Dachsberg, einen Erbvergleich abgeschlossen hatte. Am 27. Mai 1801 geht Gern auf dem Prozessweg an Anton Reichsgrad von Closen zu Unterarnstorf über. Das kurfürstliche Ritterlehen Schloss zu Gern mit Hofmarch, Jahrmarkt und allen Ehren wird 1855 allodifiziert. Nach dem Aussterben der Closens mit Karl Freiherr von Closen († 1856) geht Gern an dessen Neffen Hektor Freiherr von Günderrode.
Nach der Behördenneuorganisation von 1803 wird Gern ein Patrimonialgericht I. Klasse (Genehmigung 15. Juni 1821), und die Gerichtsherrschaft hat bis 1848 Freiherr von Closen inne. Dann wurde Gern dem Landgericht Eggenfelden zugeschlagen. In dem mächtigen spätgotischen Gebäude des Oberwirts eröffnete Carl Ferdinand von Closen 1825 eine „Landwirtschaftliche Erziehungsanstalt“, die weltweit erste Landwirtschaftsschule überhaupt. Hier waren auch eine Töpferei, eine Manufaktur sowie eine Seidenspinnerei untergebracht. Bei dem großen Brand am 21. Februar 1831 wurde das Gebäude der Landwirtschaftsschule stark beschädigt, das in seinem Inneren immer noch beachtenswerte Gewölbe aufweist.

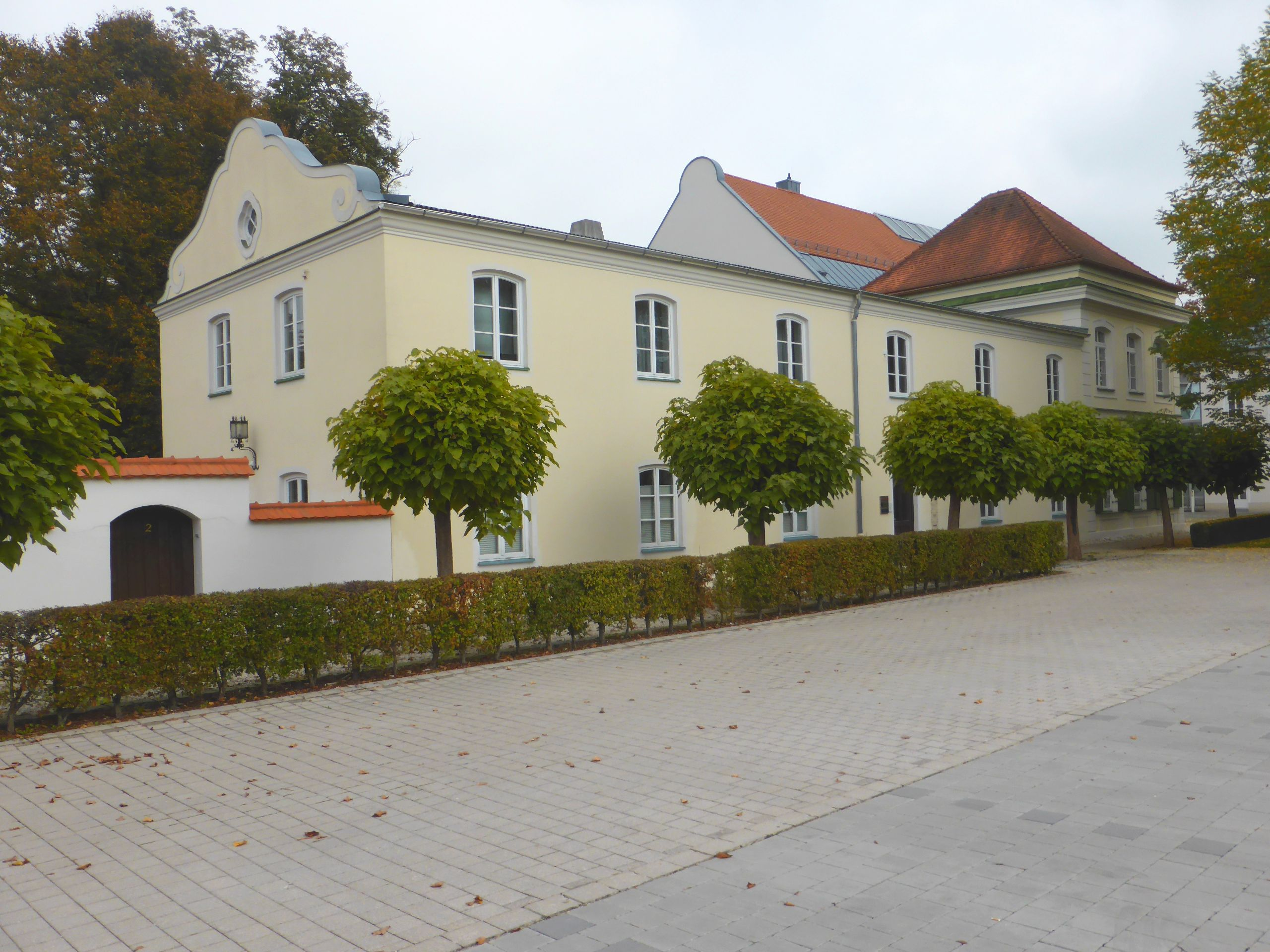
„Altes Schloss“ Gern, eig. Rest des 1921 abgebrannten „Neuen Schlosses“
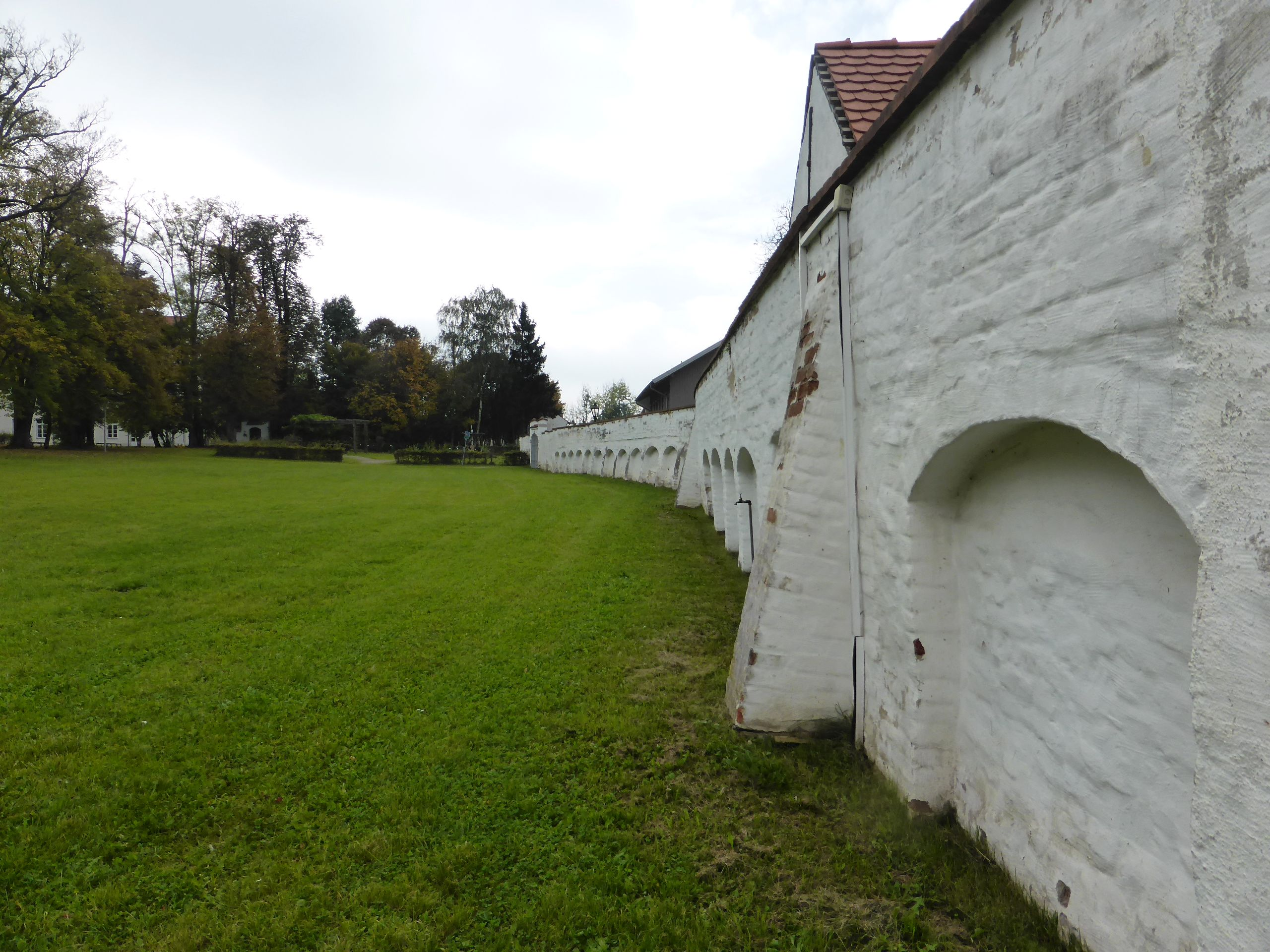
Mauer Schlosspark Gern
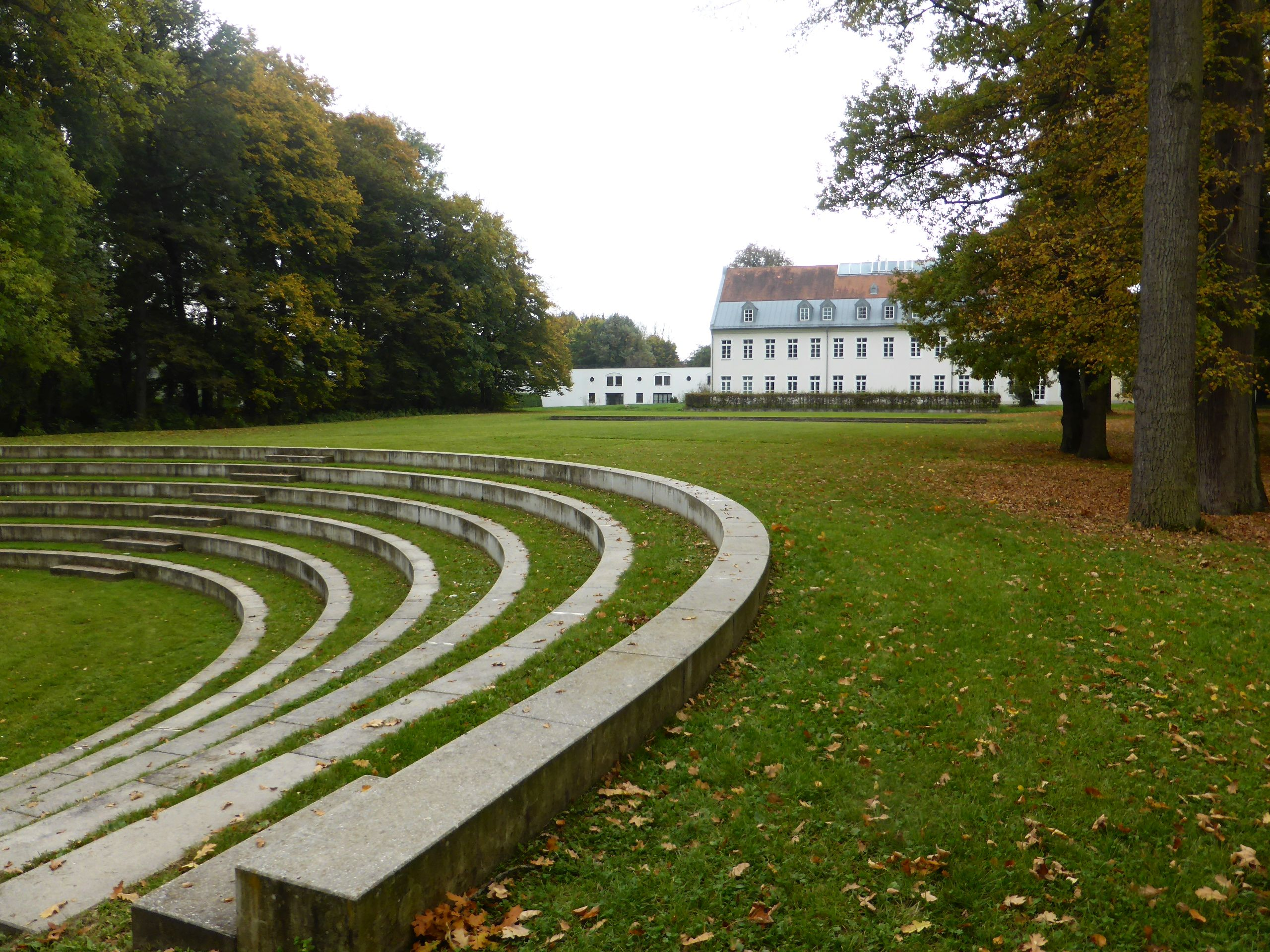
Freibühne (Theatron) im Schlosspark
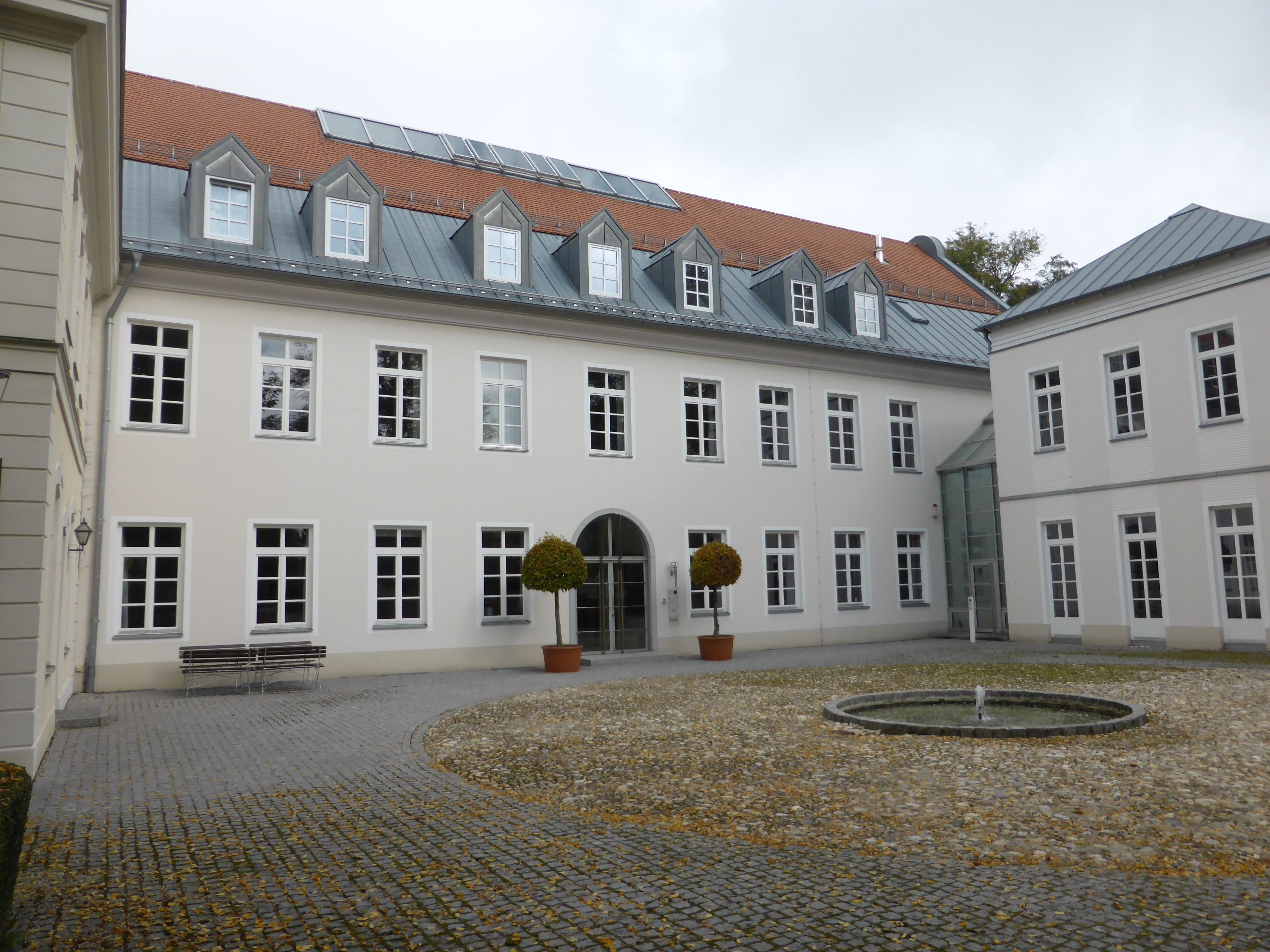
Neubau des „Neuen Schlosses“

## Schloss Gern einst und jetzt
Nach dem Stich von Michael Wening von 1721 stand im Osten der Kirche in Gern ein mächtiges dreigeschossiges und vierflügeliges Wasserschloss. An den Ecken sind kleinere Türme erkennbar, an einer Seite steht ein zinnenbewehrter Turm; ein gleichartiger steht an der Brücke, die den Wassergraben von der Kirche in Gern überbrückt. Daneben ist die Rott zu erkennen. Die Anlage vermittelt einen wehrhaften Eindruck. Ebenfalls von einem Wassergraben umschlossen sind die Kirche von Gern und die daneben liegenden Wirtschaftsgebäude, auch diese waren nur über eine Brücke zu erreichen. Das „Alte Schloss“ zu Gern (das bereits 1648 im Dreißigjährigen Krieg von den Schweden zerstört, dann aber wieder aufgebaut wurde) wurde 1742 im Österreichischen Erbfolgekrieg zerstört.
Das daraufhin erbaute „Neue Schloss“ befand sich am westlichen Rand von Gern am Ende des Schlossparks; an dieser Stelle ist bereits auf dem Stich von Wening eine Sommerresidenz erkennbar, die dann zu dem „Neuen Schloss“ ausgebaut wurde. Dieses „Neue Schloss“ brannte 1921 ab, von ihm ist noch ein Schlossrest mit einem satteldachgedeckten geschweiften Giebel und einem quadratischen Bau mit einem Zeltdach vorhanden. An diese schließt sich das neuerbaute „Neue Schloss“. Der ummauerte Schlosspark ist vollständig erhalten. Erwähnenswert ist in dem Park ein in Erinnerung an Ludwig von Closen errichtetes Steindenkmal mit Büste und Reliefs. Ebenso befindet sich in dem Park eine Freilichtbühne (das sogenannte Theatron), die auf dem einstigen Tennisplatz im Schlosspark von der Stadt Eggenfelden errichtet wurde und 400 Personen Platz bietet.

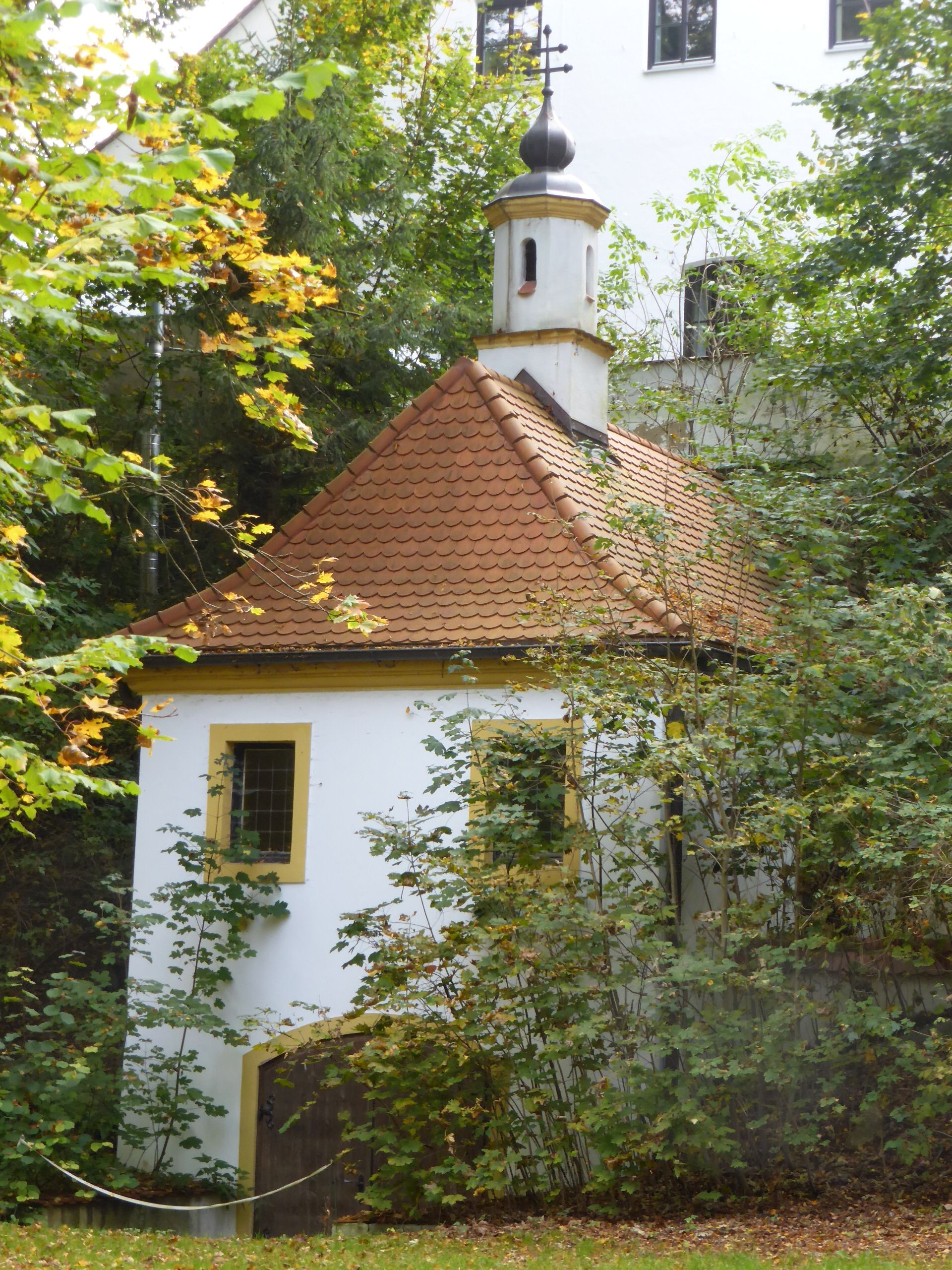
Kapelle am Fuße des Burgberges von Gern
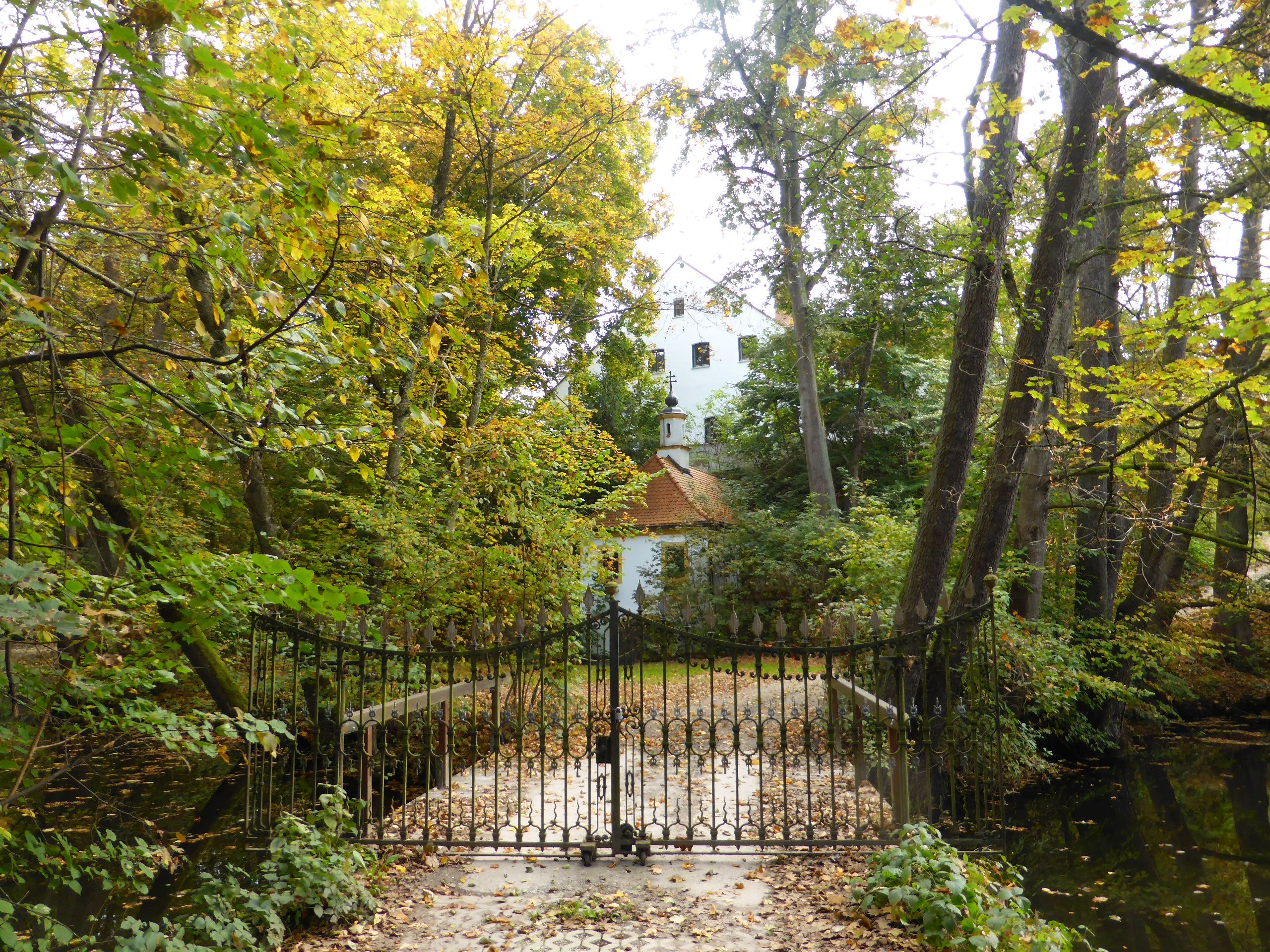
Ensemble am Ort der „Alten Burg“ Gern
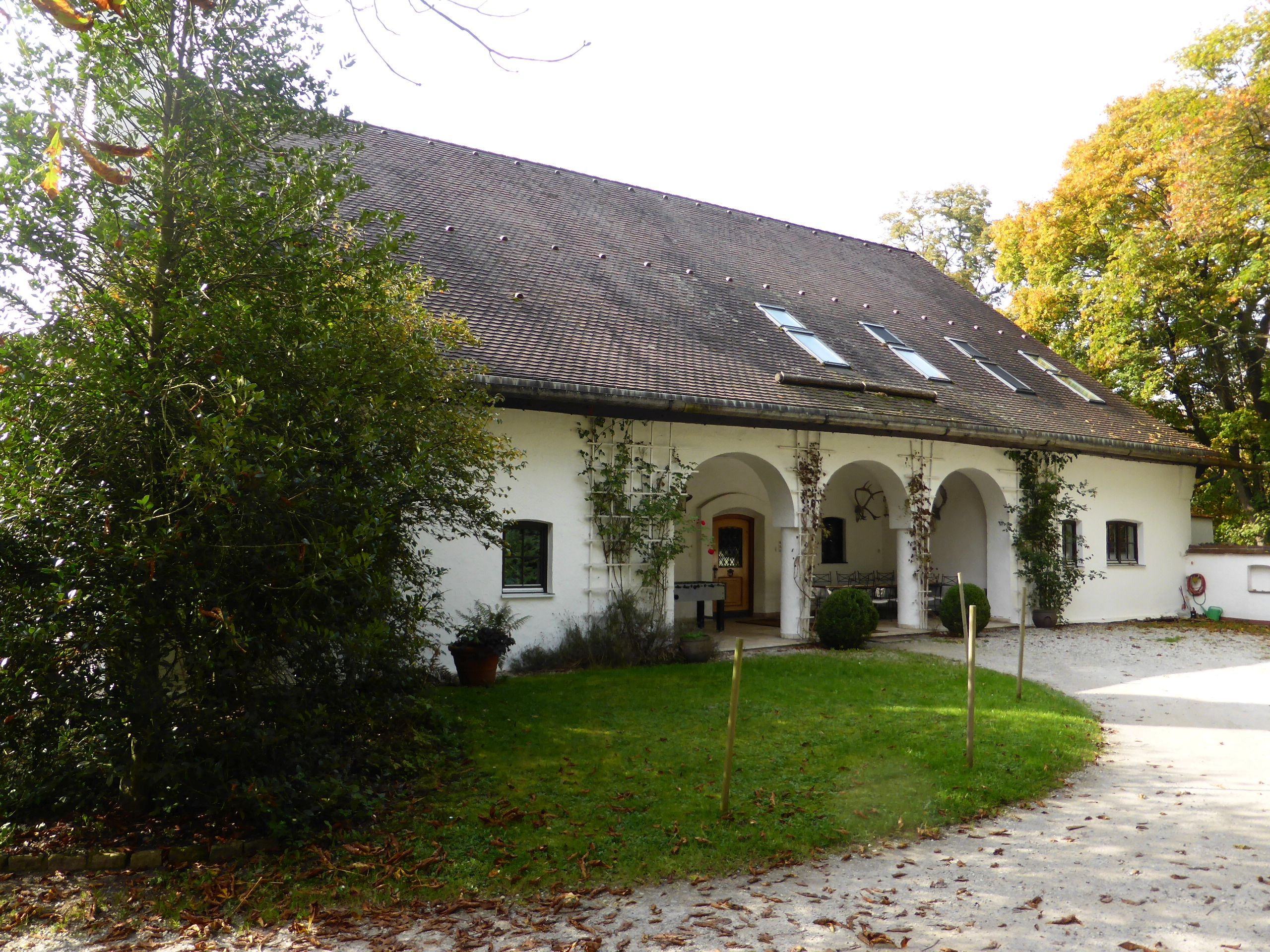
Neubau (Hofmark 50) am Ort der „Alten Burg“ Gern
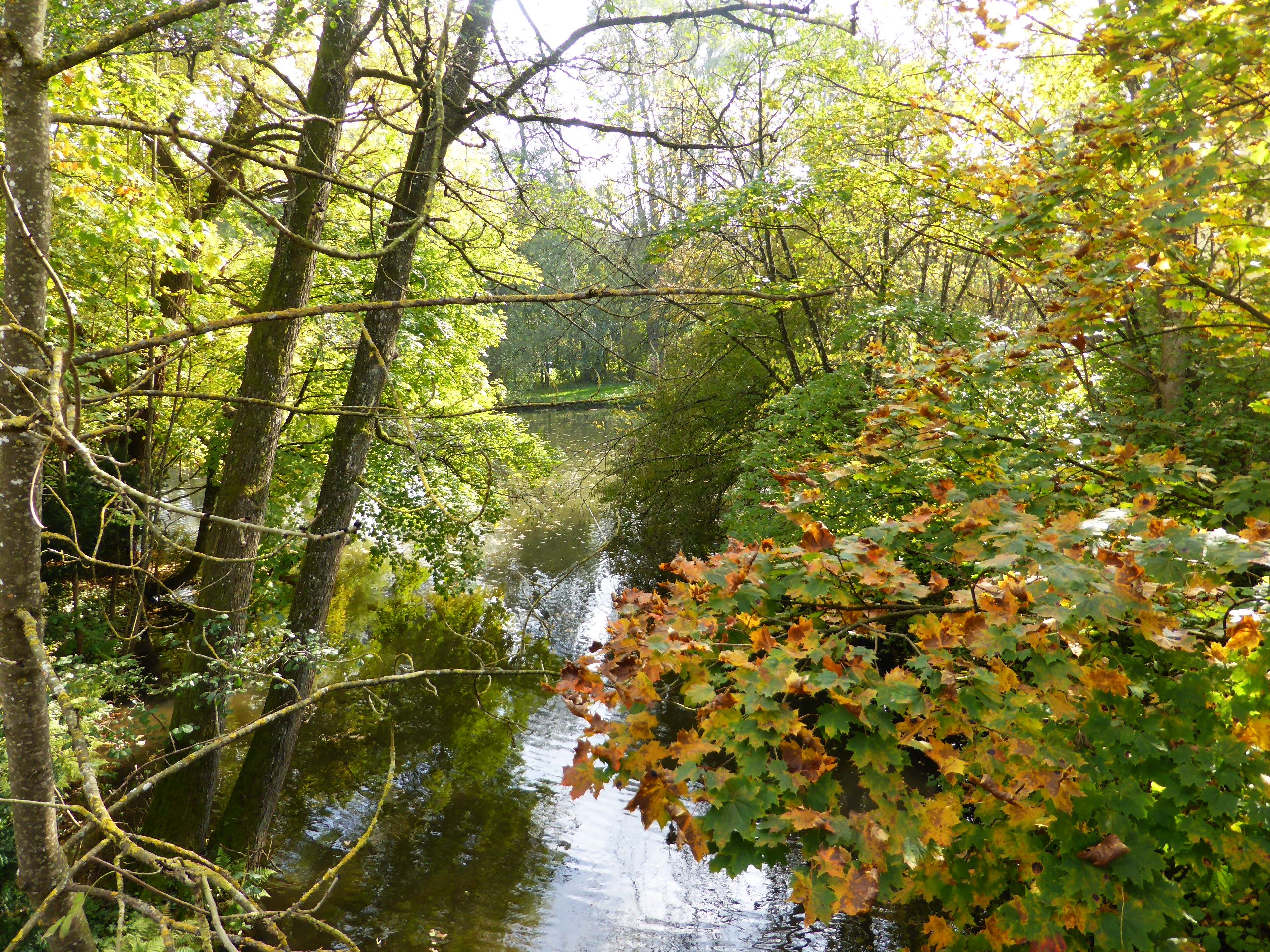
Wassergraben zwischen Kirche und Lagestelle der „Alten Burg“ Gern

An der Stelle des „Alten Schlosses“ befinden sich die Gebäude der Hofmark 50, die 1947 von Graf von Lösch an der Stelle der Burgruine errichtet wurden; dazu zählt auch eine kleine Kapelle am Fuß des wasserumflossenen und nur über eine Brücke erreichbaren Hügels. Hingegen ist der Wassergraben, innerhalb dessen die Schlosskirche stand, zugeschüttet worden. Im Inneren des Burgberges befinden sich noch heute ausgedehnte Kellergewölbe, in denen das in der Schlossbrauerei hergestellte Bier reifte. Die letzten Besitzer der Gebäude der Hofmark waren Guntram und Thomas Graf von Lösch. Von diesen kaufte die Stadt Eggenfelden 1992 den Großteil des Besitzes und errichtete hier mehrere Bildungs- und Kultureinrichtungen (u. a. in der alten Remise die Musikschule Eggenfelden, der ehemalige Rossstall mit seinem böhmischen Gewölbe beherbergt inzwischen Kunstausstellungen, der Gotische Kasten dient heute als kulturelles Warenlager).
Das Ensemble der Hofmark Gern ist weitgehend noch im ursprünglichen Zustand erhalten, wenn auch noch viel Renovierungsarbeit geleistet werden muss.